# Атрибуција
Атрибуција или приписивање је поступак којим се трага за одговорима који настоје да објасне на који начин се другим особама приписују намере, унутрашња својства, мотиви и црте личности којима се каузално објашњава доследност и релативна постојаност у њиховим поступцима.